# Suore pie operaie dell'Immacolata Concezione
Le Suore Pie Operaie dell'Immacolata Concezione sono un istituto religioso femminile di diritto pontificio: le suore di questa congregazione pospongono al loro nome la sigla P.O.

## Storia
Il monastero delle Pie Operaie dell'Immacolata Concezione venne fondata ad Ascoli Piceno l'8 dicembre 1744 da Francesco Antonio Marcucci (1717-1798).
La comunità, organizzata sul modello delle concezioniste francescane, venne approvata da Tomaso Marana, vescovo di Ascoli Piceno, nel 1744 e nuovamente il 20 dicembre 1761: le religiose aprirono una gratuita per fanciulli e, nel 1748, un collegio.
Con il breve Ex quo divina del 1º dicembre 1777 papa Pio VI estese alle Pie Operaie i privilegi delle concezioniste. Nel 1929, essendo mutata la natura della comunità, la 1929 trasformò il monastero sui iuris delle Pie Operaie in casa madre di una congregazione religiosa.

## Attività e diffusione
Le Pie Operaie si dedicano all'istruzione e all'educazione cristiana della gioventù e all'assistenza alle donne.
Il loro abito in origine era quello delle monache concezioniste (tunica e scapolare bianchi e manto turchino); in seguito venne semplificato (tunica, scapolare e velo bianchi, corona del rosario bianca portata sul fianco sinistro, catenina in argento con una medaglietta smaltata d'azzurro recante l'effigie dell'Immacolata Concezione) ma i nuovi regolamenti adottati dopo il concilio Vaticano II prescrivono solo un abito povero, decoroso e pulito.
Oltre che in Italia, le suore sono presenti in Brasile e nelle Filippine; la sede generalizia, dal 1945, è a Roma.
Alla fine del 2008 la congregazione contava 136 religiose in 24 case.